# MIPCOM
Marché International des Programmes de Communication, (abreviado como MIPCOM, en español: Mercado Internacional de Programas de Comunicaciones) es una feria anual que se celebra en la ciudad francesa de Cannes, tradicionalmente realizado en el mes de octubre. Es propiedad y está organizado por Reed MIDEM, una filial de Reed Exhibitions.

## Historia
MIPCOM fue fundado en 1985 por el productor y guionista francés Bertrand Chevry, quien ya había creado con éxito, en los años 60, otras ferias comerciales como Midem (Mercado Internacional del Disco y la Edición Musical) y MIPTV (Mercado internacional de programas de televisión). 
El evento está dirigido a la industria de la televisión: se asiste principalmente por representantes de los estudios de televisión y las emisoras, que utilizan el evento como un mercado para comprar y vender nuevos programas y formatos para la distribución internacional. El evento también cuenta con presentaciones magistrales y paneles que ofrecen los representantes de la industria en discusiones sobre nuevas tendencias y desarrollos.
Previo al MIPCOM, un evento de escisión conocido como MIPJunior se lleva a cabo, que se dedica exclusivamente a la industria de la televisión para niños.